# Pati Unus
Pati Unus of Yunus (geboren rond 1480, regeerde van 1518 tot zijn dood in 1521) was de tweede koning van het Javaanse koninkrijk of sultanaat Demak. Unus was de zwager en opvolger van de stichter van Demak, Raden Patah.
Unus, eerder de heerser van Japara, een vazalstaat in het noorden van Demak heeft in 1511 en 1521 twee pogingen gewaagd om de rijke haven van Malakka op het Aziatische vasteland in te nemen en de controle van de Portugese handelaren te breken.
Tijdens deze invasies slaagde hij erin om honderden schepen uit de Javaanse kustplaatsen naar het Maleis schiereiland te sturen. De Javaanse havens keerden zich tegen de Portugezen om het lucratieve monopolie op de specerijenhandel te doorbreken. De invasie vloot bestond uit ongeveer duizend schepen, maar deze aanval werd afgeslagen door de goed bewapende Portugezen. De vernietiging van deze Javaanse marine bleek een verwoestende uitwerking te hebben op de Javaanse havens, die zich weliswaar enigszins herstelden maar zich na dit verlies niet goed konden verzetten tegen de volgende koloniale macht, de Nederlanders.
De mislukte campagne kostte de koning van Demak het leven. Hij zou later herinnerd worden als "Pangeran" Sabrang Lor, de "heer die de Java-Zee overstak".